# Gustav Giemsa
Gustav Giemsa (Kędzierzyn-Koźle, 20 de novembro de 1867 — Biberwier, 10 de junho de 1948) foi um químico e bacteriologista alemão notório por ter criado uma solução de corante conhecida como "Giemsa". Este corante é utilizado para o diagnóstico histopatológico da malária e outros parasitas, tais como Plasmodium, Trypanosoma e Chlamydia.
Giemsa estudou farmácia e mineralogia na Universidade de Leipzig, e química e bacteriologia na Universidade de Berlim. Entre 1895 e 1898 ele trabalhou como farmacêutico na África Oriental Alemã. Foi assistente de Bernhard Nocht no Institut für Tropenmedizin em Hamburgo, onde em 1900 tornou-se chefe do Departamento de Química.
Em 1904 Giemsa publicou um ensaio sobre o processo de coloração para flagelados, células sanguíneas e bactérias. Giemsa melhorou a coloração de Romanowsky (eosina Y e azul de metileno), estabilizando esta solução de corante com o glicerol. Isto permitiu uma coloração reprodutível das células, para fins de microscopia. Este método ainda é utilizado nos laboratórios modernos.